# T-benstek
T-benstek styckas av dubbelbiff och består av kött med T-format ben, främst filé och biff.